# فهرس المجرات وعناقيد المجرات

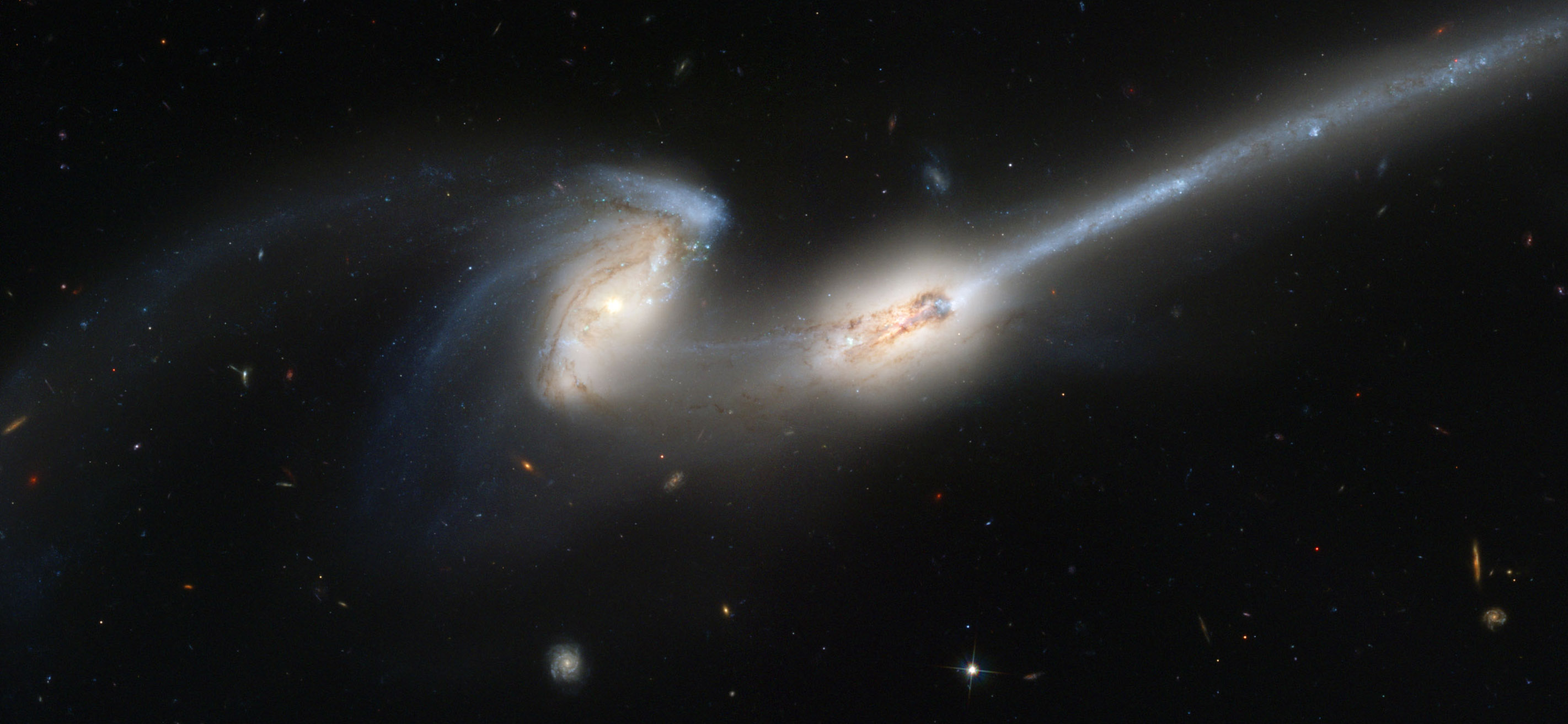
مجرتي الفئران : NGC 4676A إلى اليمين / NGC 4676B إلى اليسار.

فهرس المجرات وتجمعات المجرات  في علم الفلك (بالإنجليزية: Catalogue of Galaxies and of Clusters of Galaxies) أو فهرس زفيكي قام بإنشائه العالم الفلكي فريتز زفيكي والفيزيائيون العاملون معه ورصدوا فيه المجرات وتجمعاتها بين عامي 1961 - 1968
 يختصر هذا الاسم بالإنجليزية فيكون CGCG.
وضع فهرس زفيكي على أساس صور فوتغرافية للسماء، ورصد فيه بالكامل نحو 30.000 مجرة ونحو 10.000 مجموعات وعناقيد المجرات. وقد بدأ رصد الفهرس عام 1961 وقام زفيكي ومن معه من العلماء المشاركين أثناء عمله بمعهد كاليفورنيا للتكنولوجيابين الأعوام 1961 إلى 1968 بتسجيلها في ستة مجلدات.
كان الغرض من الفهرس تسجيل جميع المجرات ذات ضياء أشد من 5و15 قدر ظاهري الواقعة شمالا من خط عرض 30° الجنوبي وكذلك جميع تجمعات مجرات في نفس المنطقة من السماء. وتمثل في الفهرس تجمعات المجرات بالتصنيفات : مفتوحة، ومتوسطة التكدس، شديدة التكدس. ويقيد الفهرس عدد أعضاء المجرات في تجمع، موقعه، واتساعه، وبعده التقديري.

## انظر أيضا

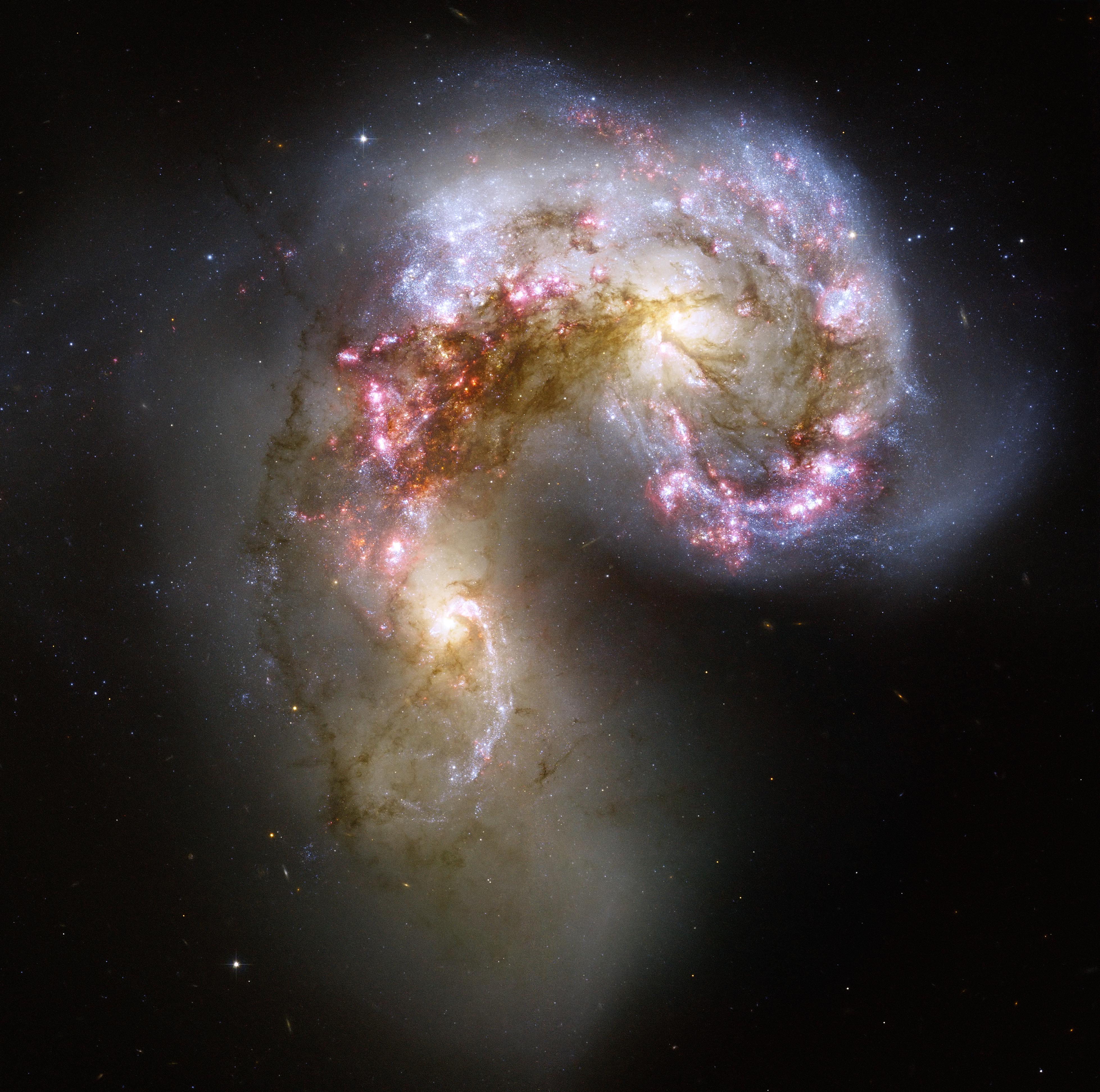
NGC 4038 (إلى اليسار) والمجرة NGC 4039 (إلى اليمين)